# GNA12
GNA12, Guanin nukleotid-vezujući protein alfa 12, je protein koji je kod ljudi kodiran GNA12 genom.

## Interakcije
Za GNA12 je bilo pokazano da interaguje sa ARHGEF1, PPP5C, ARHGEF12, citosolinim proteinom toplotnog udara 90 kDa alfa, članom A1 i TEC.

## Spoljašnje veze
- GNA12+protein,+human на 